# Carlin (Nevada)
Pour les articles homonymes, voir Carlin (homonymie).
Carlin est une ville du Comté d'Elko dans l’État du Nevada.
Sa population était de 2 368 habitants en 2010.